# وحدة مناولة الهواء

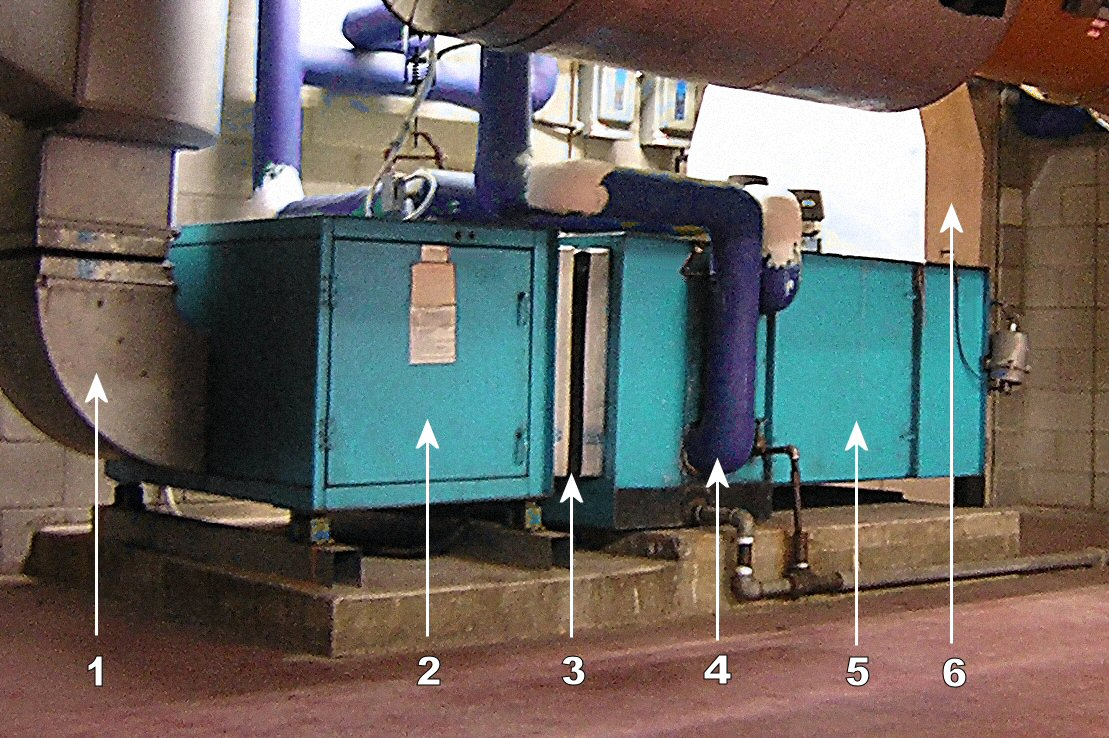
وحدة مناولة هواء; ينتقل الهواء من اليمين إلى اليسار في هذه الحالة ، وبعض المكونات ظاهرة في الصورة وهي :
1 – Supply duct
2 – Fan compartment
3 – Vibration isolator ('flex joint')
4 – Heating and/or cooling coil
5 – Filter compartment
6 – Mixed (recirculated + outside) air duct

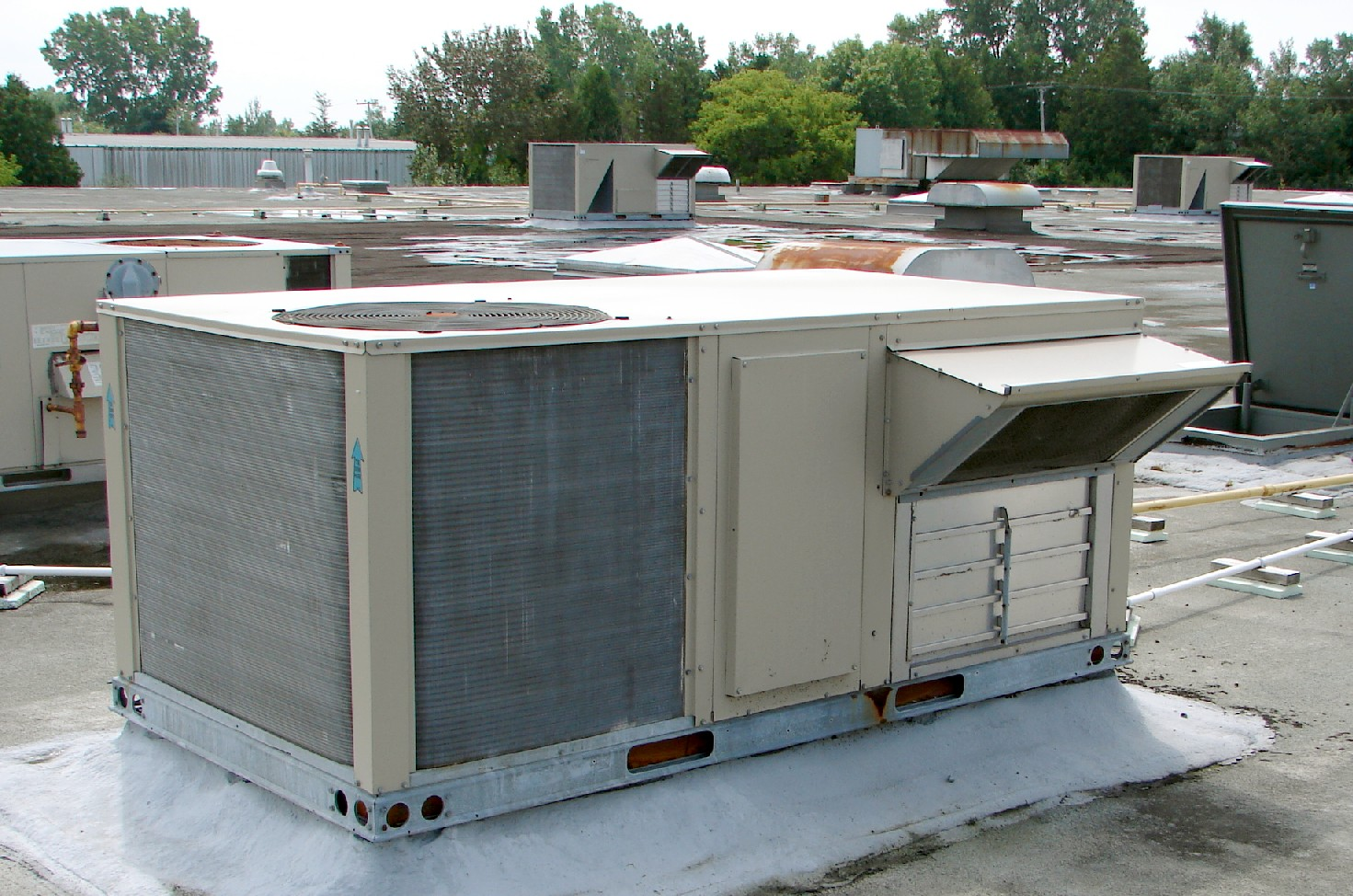
وحدة مناولة سطح علوي RTU

وحدة مناولة الهواء (بالإنجليزية: Air Handling Unit)‏ وتختصر إلى AHU " هي أحد المكونات الرئيسية في أنظمة التكييف المركزي.

## التصنيع
وحدات مناولة الهواءAir handling units توجد أنواع مختلفة من معدات مناولة الهواء التي تستعمل في عمليات تكييف الهواء المركزية، ولكننا سنتعرض إلى نوعين أساسيين هما:1- وحدات مناولة الهواء التي تركب في المحطات المركزية Central Station Air Handling Units
2- وحدات مناولة الهواء التي تركب بالغرف
Individual Room Air Handling Units
إن وحدات مناولة الهواء التي تركب في المحطات المركزية تتكون بصفة أساسية من غلاف يشتمل على الآتي:
Controlling damper بوابة تحكم
Supply fan مروحة التغذية
Humidifier المرطب
Reheating coil ملف إعادة التسخين
Cooling coil ملف تبريد
Pre-heater coil ملف تسخين ابتدائي
Filter المرشح
حيث يتم تجميعها داخل هيكل معدني يسمى بما يحتويه وحدة مناولة الهواء.
هذا ويمكن الحصول على طرازين من وحدات مناولة الهواء التي تركب في المحطات
المركزية:
الطراز الأول منها يخدم منطقة واحدة. ♦
الطراز الثاني منها يخدم عدة مناطق. ♦
إن الوحدات التي تخدم منطقة واحدة تدفع هوا ءا مكيفًا بدرجة حرارة ونسبة رطوبة واحدة لجميع الحيز المكيف التي تقوم بتغذيته، ويمكن أن يستعمل هذا الطراز من الوحدات إما للتبريد أو التدفئة ولكن ليس لهاتين العمليتين في نفس الوقت.
أما الوحدات التي تخدم عدة مناطق فتكون مصممة لتدفع عددًا من مسارات الهواء بدرجات حرارة ونسب رطوبة مختلفة لأقسام منفصلة من الحيز المكيف الذي تقوم بتغذيته، و باستخدام هذه الطريقة فإن منطقة واحدة أو أكثر من المبنى يمكن أن يتم تبريدها، بينما المناطق الأخرى يتم تدفئتها في نفس الوقت.
هذا ووحدة مناولة الهواء التي تركب في المحطات المركزية والتي تخدم منطقة واحدة تتركب
بصفة أساسية من ثلاثة أقسام:
1- قسم المروحة
2- قسم الملف
3- حوض تجميع وتصريف الرطوبة المتكاثفة.
ويمكن استعمال أنواع مختلفة من الملفات في هذه الوحدات تكون إما من نوع الملفات التي تعمل بطريقة التمدد المباشر لمركب التبريد، أو التي تعمل بالماء المثلج وذلك للتبريد، وملفات تعمل بالماء الساخن أو البخار للتدفئة.
نجد في هذا الطراز من الوحدات أن المروحة تسحب الهواء خلال
الملفات وتدفعه مباشرة إلى شبكة مجاري الهواء، والملفات مركبة بها بالتوالي بحيث تسحب الهواء أو ً لا خلال ملفات التسخين وبعد ذلك خلال ملفات التبريد.
أما وحدة مناولة الهواء التي تركب في المحطات المركزية وتخدم عدة مناطق تشتمل على
نفس الأقسام الثلاثة الأساسية الموجودة بالطراز الأول السابق شرحه، ولكنها مركبة بترتيب
مختلف، حيث يدخل الهواء قسم المروحة وبعد ذلك يدفع فوق الملفات
والملفات هنا مركبة بالتوازي وتيار الهواء الذي يدفع من المروحة يتم تقسيم سريانه، حيث يمر
جزء منه خلال ملفات التسخين وجزء آخر يمر خلال ملفات التبريد، ولذلك يكون هناك
مساران للهواء:
1- مسار للهواء الدافئ
2- مسار للهواء البارد
ويتم دفع الهواء عن طريق وحدة مناولة الهواء. إن عملية الفصل وخلط مسارات الهواء
الدافئ والبارد التالية تتيح لهذا الطراز من الوحدات دفع هواء بدرجات حرارة ونسب
رطوبة مختلفة للمناطق المنفصلة من الحيز المكيف.
الأجزاء الإضافية التي تركب بوحدات مناولة الهواء المركزية: ●
يمكن تركيب الأجزاء الإضافية الآتية بوحدات مناولة الهواء المركزية:
(أ) أجهزة رفع نسبة الرطوبة في الهواء.
التوجيه والتهريب. (Dampers) (ب) قسم بوابات
(ج) صندوق مرشحات الهواء.
( د ) صندوق خلط الهواء.
(ه) قسم ملفات التدفئة الابتدائية.
( أ ) أجهزة رفع نسبة الرطوبة في الهواء:
تستعمل (Humidifiers) يوجد ثلاثة طرازات من أجهزة رفع نسبة الرطوبة في الهواء
عادة في محطات مناولة الهواء المركزية وهي:
1- أجهزة رفع الرطوبة ذات رشاشات الماء: تعمل بفروق الضغط وتتصل بخط مياه
يتحكم فيه ضابط رطوبة يوضع في الحيز المراد ترطيبه، ويرش هذا البخار في إتجاه
مرور الهواء الداخل في مجاري التهوية متوجهًا إلى جريلات التغذية بالغرف.
2- أجهزة رفع الرطوبة الشبكية بالبخار: عن طريق تسخين الماء وتبخيره أو دفعه في
اتجاه حركة الهواء أو بأن يحمله الهواء بطريقة طبيعية في اتجاه حركته، ويتحكم في ملف
تسخين الماء ضابط رطوبة وليس ضابط حرارة ويتم وضعه في الحيز المراد ترطيبه.
3- أجهزة رفع الرطوبة من طراز الحوض.
نلجأ إلى عملية ترطيب الهواء حينما تقل نسبة الرطوبة وخاصة في الشتاء أو بمعنى آخر
نلجأ إليها في عملية التكييف الشتوي وعلى مدار العام.
(ب) (Dampers) قسم بوابات التوجيه والتهريب :
يعتبر قسم بوابات التوجية والتهريب جزءًا من عملية التنظيم وليس كجزء من أجزاء
الوحدة. إن أقسام البوابات تستعمل فقط بوحدات مناولة الهواء المركزية التي تخدم منطقة
واحدة، وتركب عند مدخل الهواء بقسم الملف، هذا وتستعمل بوابات التهريب الخارجية
عندما يكون من الضروري الاستفادة بجميع مساحة وجه الملف.
(ج) صندوق مرشحات الهواء:

## المكونات
- مصافي الهواء ( الفلاتر )
- جهاز الترطيب

## الشركات الرئيسية المصنعة
- شركة كارير
- مجموعة سي آي أيه تي الفرنسية
- شركة ترين الأمريكية